# Nord (transport d'hydravions)
Pour les articles homonymes, voir Nord (homonymie).
Le Nord est un transport de passagers transformé par la Marine nationale française en transport d'hydravions en 1916. Il est construit avec son navire jumeau, le Pas-de-Calais, par les Ateliers et Chantiers de la Loire en 1898 pour le compte de la Compagnie des chemins de fer du Nord et affecté à la traversée de la Manche. Le navire est réquisitionné le 3 août 1914 pour le service militaire et rendu à son armateur en 1919.

## Service commercial
Le Nord est commandé par la Compagnie des chemins de fer du Nord aux Ateliers et Chantiers de la Loire pour réaliser avec son jumeau le Pas-de-Calais la traversée de la Manche entre Calais et Douvres. Il assure le transport subventionné du courrier et la traversée des passagers pour la ligne de chemin de fer Paris-Londres de 1898 à 1914.

## Service militaire
Le Nord est réquisitionné en octobre 1914 puis armé à Dunkerque en navire porte-aéronef selon le programme du 23 janvier 1916. Il reçoit un abri à l'arrière et un autre à l'avant pour abriter chacun un hydravion, mis à l'eau par des mâts de charge. Les appareils FBA Type C proviennent du Centre d'aviation maritime de Dunkerque,.
Le porte-hydravion quitte Dunkerque au début de juin 1916 et commence une campagne de surveillance aéromaritime dans le golfe de Gascogne, parcouru par l'ennemi, puis relâche à La Pallice, Saint-Nazaire et Brest, dans le même but. Il doit assurer la détection des sous-marins et des mines. Le rendement est assez médiocre, le navire ne recevant pas dans les ports de relâche le carburant et les rechanges envoyés de Dunkerque. 
Le Nord est attribué à la zone de la Manche après le 15 octobre 1916, où il sert comme dragueur de mines et éventuellement comme porte-aéronef.
Il débarque ses avions à Dunkerque à la fin de l'année 1916 pour une utilisation exclusive comme dragueur de mines.